# José María Miguel Pérez
José María Miguel Pérez (Barcelona, 13 de diciembre de 1939) es un ex-árbitro internacional de fútbol español, en activo durante diez cursos en Primera División, desde la temporada 1977/1978 hasta la 1986/87, dirigiendo 101 encuentros en la máxima categoría, 4 en competiciones europeas de la UEFA y pitando la final de la Copa del Rey de la temporada 84/85.